# Anna Wood (étudiante)
Pour les articles homonymes, voir Anna Wood et Wood.
Anna Wood (27 mai 1980 – 24 octobre 1995) est une étudiante australienne, originaire de Sydney, morte des suites d'un coma lié à une ingestion d'ecstasy lors d'une rave party. Sa mort semble être liée à une tablette contaminée, mais l’enquête conclut à une hyperhydratation. La mort de Wood est grandement médiatisée et engendre une panique morale concernant la prise de drogues chez les adolescents.

## Description
Wood achève ses études au Forest High School pour se lancer dans la cosmétique dans un salon de beauté situé à Sydney. Le 21 octobre 1995, Anna et ses amies se rendent à la rave party Apache au Phoenician Club (en) localisée à Broadway. Dès leur arrivée, devant l’entrée du club, elles consomment une tablette d'ecstasy. À environ 5 h du matin (heure locale) le 22 octobre 1995, toujours dans le club, Anna ne se sent pas bien et se dirige aux toilettes dans lesquelles elle est trouvée en train de vomir.
Elle est amenée à Belrose (en) chez une amie. L’état d’Anna ne s’améliore pas : elle présente notamment des signes de confusion, des convulsions  possibles passagères[pas clair], suivi d'une perte de conscience. À 10 h du matin (heure locale), les parents d'Anna, informés de l’état de leur fille, appellent une ambulance, qui conduit la jeune fille au Royal North Shore Hospital, à St Leonards. Elle reste dans le coma, puis meurt le mardi 24 octobre 1995.
La mort d'Anna serait due à un œdème cérébral causé par une hyperhydratation (hyponatrémie). En effet, l'ecstasy entraîne une hausse de la température plus ou moins importante. Pour lutter contre cette hyperthermie, le consommateur boit de très grandes quantités d'eau pendant un court laps de temps, provoquant une chute du taux de sodium dans le sang.

## Couverture médiatique et panique morale
La mort de Wood est largement médiatisée et entraîne un changement dans la prise d'ecstasy chez les jeunes[pas clair]. Auparavant, les morts consécutifs à la prise l'ecstasy sont associées aux milieux criminels. La mort de Wood attire l'attention des médias sur l'ingestion des drogues illicites dans la société. Selon les médias, l'ecstasy ingéré par Wood était mélangé à de l'héroïne ou de la morphine — la cause apparente de sa mort — mais l’autopsie invalide cette version des faits : Wood a seulement ingéré de l'ecstasy. Les funérailles de Wood ont lieu le 1er novembre 1995 au Northern Suburbs Memorial Gardens.
Dans les temps qui suivent l’événement, la consommation de drogue des adolescents en Australie fait les gros titres des médias, qui accusent les raves et musiques techno d’influencer les adolescents,, visant particulièrement le Phoenician Club. La mort d'Anna Wood fait polémique en ce qui concerne la drogue chez les jeunes, bien qu'un rapport NSW AMA ait établi que seulement 3 % des 14–19 ans avait déjà ingéré de l'ecstasy. Les raves australiennes et la mort de Wood sont le sujet d'un documentaire diffusé sur la chaîne télévisée australienne 60 Minutes en 1996, ce qui fait polémique.
Une médiatisation si intense peut s'expliquer par le tragique de la vie de Wood, une « étudiante sans histoire », qui peut « refléter la vie de n'importe qui », Elle devient par conséquent un emblème de la lutte contre la prise de drogues. La mort de Wood est également citée dans l'ouvrage de Bronwyn Donaghy (en) intitulé Anna's Story en 1996. Des critiques sont émises à l’encontre des amies de Wood, qui auraient pu, selon ces critiques, la sauver à temps si elles l’avaient directement emmenée à l’hôpital. Elles ne l’auraient pas fait car elles auraient peut-être craints les réactions qu’aurait pu susciter leur consommation d’ecstasy.
La mort de Wood semble continuer à faire surface dans la société dix ans après les faits ; durant les élections de 2007 en Nouvelle-Galles du Sud : le leader Peter Debnam (en) cite la mort de Wood expliquant qu'aucune mesure réelle n'a encore été prise pour prévenir de tels drames.